# José Luis dos Santos Pinto
José Luis dos Santos Pinto, meglio noto come Zezinho (Uruguaiana, 14 marzo 1992), è un calciatore brasiliano, centrocampista svincolato.

## Palmarès

### Club

#### Competizioni nazionali
- Coppa del Brasile: 1

Santos: 2010

#### Competizioni statali
- Campionato paulista: 1

Santos: 2010